# Dáma a lupiči
Dáma a lupiči je tragikomická opera o čtyřech jednáních českého skladatele Ilji Hurníka na vlastní libreto na námět britského filmu Pět lupičů a stará dáma (The Ladykillers, scénář William Rose). Opera vznikla roku 1966 a byla téhož roku i poprvé provedena v plzeňském divadle. Je to Hurníkova nejznámější opera.

## Vznik, charakteristika a historie opery
Skladatel a spisovatel Ilja Hurník se k první operní práci odhodlal až po své čtyřicítce, kdy už měl za sebou značné hudební i literární zkušenosti. Podle vlastních vzpomínek po skladbách různých žánrů různých „…jsem pomyslel i na operu na vlastní libreto. Jenže na tragédii jsem se necítil dost hrdinný, na komedii dost veselý, na pohádku dost snivý. A tu, někdy v šedesátých letech, mě přítel upozornil na film Pět lupičů a stará dáma […]. Neviděl jsem jej, ale stačil mi přibližný popis, ten jsem si po svém rozvinul, osoby povahově prohloubil, další přidal.“ I v tomto cizím námětu je však přítomno časté Hurníkovo téma, úloha hudby v životě. V rámci české operní tvorby jde o ojedinělý případ inspirace opery filmem; současně o vzácnou kombinaci humoru slovního, situačního i hudebního.
Autorovým záměrem bylo využít operní tradice s humorným odstupem, ale současně s úctou: „Nesouhlas formy a obsahu a tragikomický účin z toho vycházející, to je to co mě přitahuje. […] Konvenční prostředky absurdně užité ztrácejí konvenčnost, […] Mne však právě dráždí onen balanc mezi tragikou a komikou, mezi operní ortodoxií a herezí.“ „…A tak mi vyšlo cosi jako hra na operu. Ne parodie, nýbrž právě jen hra. […] Ale pouhá hříčka to nesměla být, na to je opera útvar přece jen příliš důstojný. I zde je konflikt dobra a zla a také zde dobro vyhraje, i když bez fanfár a dmoucích se hrudí.“ Do své opery proto Hurník zakomponoval řadu tradičních operních forem a situací, avšak aplikovaných na všední situace formou nonsensu: milostnou píseň (zesnulého manžela hlavní hrdinky) i pomstychtivou árii zhrzeného „milence“ (pana MacDonalda, směrovanou kočce), balet (starších dam a lupičů), lyrickou árii policejního inspektora i rázný pochod strážníků. Přitom však děj plyne rychle za přítomnosti řady vzrušivých situací, přičemž hudba klade důraz na účinně deklamované slovo.
Orchestrace doplňuje děj a je až krajně ilustrativní; Hurníkovým záměrem bylo udělat z orchestru dalšího herce. Orchestr tedy dělá hlas papouška i hlasy v telefonu, hřmot vlaků a zvuků z nádraží, déšť, práci útrob při večírku… Jen hlavní ryze hudební element, hudba falešného „smyčcového kvarteta“, přichází z gramofonu: není to však menuet z Boccheriniho smyčcového kvintetu Op. 11 č. 3 jako ve filmu, ale Andante cantabile z Haydnova (ve skutečnosti Hofstetterova) smyčcového kvartetu F dur, Op. 3 č. 5. S tím souvisí i skutečnost, že Hurník oproti filmu snížil počet lupičů z pěti na čtyři.
Hurník označil svou operu žánrově za tragikomickou, jak však napsal v Hudebních rozhledech Vilém Pospíšil, „skladatelovo označení tragikomická opera je jen přibližné. V jádře jde jasně o dílo veseloherní …“. Ostatně humor Hurníkovy úpravy je mnohem méně černý než ve filmu, který mu sloužil jako předobraz, a má blíže k čapkovskému laskavému humoru. Do opery zařadil skladatel řadu drobných citátů klasiků operní literatury: Bizeta, Verdiho, Gounoda, Schumanna… To mu však vyneslo kritiku za údajnou intelektuálnost; Pospíšil jej za to káral: „Má-li se hudební vtip uplatnit skutečně jako vtip, pak musí být jako takový naprosto bezpečně poznatelný. Tady ovšem, Hurník žertoval s citáty hlavně pro zasvěcené muzikanty, neboť průměrně vzdělané obecenstvo asi na jediný poslech sotva ocení všechny bezesporu tak znamenité nápady a vtipy“.
Kritické přijetí díla bylo sice vcelku příznivé, a to i v zahraničí (časopis Opernwelt chválil Hurníkovu „hudební verzírovanost, důvtipnou instrumentaci a brilantní ilustrativnost“, vyskytly se však i kritické hlasy. Příběh byl shledáván jako „spíše jen anekdotický“ a Hurník „podlehl svodům malebného koloritu“ a přecenil jeho dramatickou nosnost. Zejména časopis Tvorba, hlavní orgán komunistické estetiky, Hurníkovi přičítal „stylovou hybridnost a vnitřní nesourodost kompozičních postupů“.
Díky využití tradičních operních i obecně hudebních (Ladislav Šíp: „nestydí se za přehledné motivy a témata“) elementů lze tuto operu přiřadit k hudebnímu neoklasicismu; jsou zde vlivy Leoše Janáčka a Bohuslava Martinů. Kritik Vladimír Koula po premiéře obecně zhodnotil v Hudebních rozhledech operu takto: „Dáma a lupiči je poetický operní nonsens psaný jemnými tahy, který je veden vírou nejen v životní čistotu, ale i v životnost opery jako hudebně dramatické formy. Hurník sice při srovnání s dnešní realitou využívá absurdity operního světa, ironizuje operní formu, ale neprovádí její destrukci. Svým osobitým pohledem na operu, jako by dětsky naivníma a okouzlenýma očima, ukazuje operní umění jako jednu z možných cest dalšího vývoje.“
Opera byla v premiéře uvedena v Plzni roku 1967. V českých zemích byla dále hrána v Brně (1973), Liberci (1981), v pražském Národním divadle (1992) a zatím naposledy v Českých Budějovicích (1997).
Mimo Československo byla opera uvedena brzy po svém vzniku roku 1969 v Kielu (kde podle Hurníkových vzpomínek „vzal pan režisér operu až smrtelně vážně“) a v roce 1978 pak v Halberstadtu, a to v německém překladu Kurta Honolky.

## Osoby a první obsazení
| osoba                      | hlasový obor | premiéra (17.12.1966) |
| -------------------------- | ------------ | --------------------- |
| Paní Lovedayová            | soprán       | Libuše Bláhová        |
| 1. dáma                    | soprán       | Jarmila Jahnová       |
| 2. dáma                    | soprán       | Miloslava Šeflová     |
| 3. dáma                    | alt          | Anna Stodolová        |
| Profesor Hopkins           | baryton      | Karel Křemenák        |
| 1. lupič                   | baryton      | Jiří Novotný          |
| 2. lupič                   | baryton      | Vilém Míšek           |
| 3. lupič                   | bas          | Karel Harvánek        |
| Pan MacDonald              | bas          | Václav Florian        |
| Inspektor                  | tenor        | Josef Beneš           |
| Policisté (mužský sbor)    |              |                       |
| Dirigent: Bohumír Liška    |              |                       |
| Režie: Bohumil Zoul        |              |                       |
| Výtvarník: Vladimír Heller |              |                       |

## Instrumentace
2 flétny, 1 hoboj, 2 klarinety, 1 fagot; 2 lesní rohy, 2 trubky, 3 pozouny; tympány, bicí souprava, celesta; harfa, klavír; smyčce; též na scéně.

## Děj opery

### Prolog
Na policejní stanici je pozdvižení: byla vyloupena banka Union a neznámí pachatelé si odtud odnesli milion liber. Policejní inspektor rozesílá strážníky obsadit jednotlivé sekce okrsku a ujasňuje si své detektivní zásady (scéna Pozor. hlášení. Loupež v bance Union! a zpěv inspektora Nyní jde o to, sebrat fakta). Do tohoto shonu si přichází paní Lovedayová stěžovat na svého souseda pana MacDonalda, který se nedbale stará o svou kočku. To vrhá špatné světlo na Anglii a policie by měla zakročit. Policejní inspektor ji neposlouchá a odbývá ji (duet Haudujúdú, pánové). Paní Lovedayová odchází přesvědčena, že splnila svou občanskou povinnost.

### 1. dějství
Paní Lovedayová se vrací do svého úhledného domku, nakloněného nad frekventovanou železniční tratí. Oslovuje nejprve svůj komín, který je od válečných škod na pokraji sesypání, pak krmí svého papouška a začne vzpomínat na svého chotě, majora Arthura Lovedaye, který padl v první světové válce. Zpívá si píseň, kterou ji nebožtík manžel zpívával (árie Zaplať Bůh, ty ještě stojíš, komíne… Než přijde chvíle, kdy zmlkne můj ret). Paní Lovedayová očekává dámy na čajový dýchánek, ale když se ozve zaklepání, stojí před dveřmi neznámý distingvovaný pán. Představí se jako profesor Hopkins. Hopkins obdivuje domov paní Lovedayové a zdvořile se jí ptá, zda by měla pokoj k pronajmutí; zmiňuje se i o tom, že spolu se svými druhy ze smyčcového kvarteta by zde i rádi cvičili. Hudbymilovná paní Lovedayová se nenechá dlouho přemlouvat. Brzy Hopkins uvádí i ostatní muzikanty a navíc paní Lovedayovou požádá, zda by pro ně nemohla na nádraží vyzvednout kufr, v němž se má nacházet archiv cenných hudebnin. Paní Lovedayová souhlasí a odchází pro něho, těšíc se na tolik hudby v domě (scéna Jejej, dámy už jsou tady… Paní Lovedayová, jsem dojat).

### 2. dějství
Pan MacDonald nevybíravými slovy svolává svou kočku dolů u komína (árie Číčo, jdeš sem! Číčo, jdeš dolů!). Lupiči – neboť to jsou oni muzikanti – jsou naproti paní Lovedayové, ale zděsí se a ukryjí, když vidí několik strážníků. To paní Lovedayová je zaměstnala, aby jí kufr donesli. Když je vzduch čistý, vyběhnou lupiči a radostně přebírají svůj „hudební archiv“. Paní Lovedayová, pohoršena chováním a zejména slovníkem pana MacDonalda, by na něj málem znovu zavolala policii, ale lupiči ji včas uchlácholí a vtáhnou kufr dovnitř.
Uzavřou se ve svém pokoji a pustí z gramofonu Haydnův kvartet. Nejprve je vyděsí mužský hlas z vedlejší místnosti – ukáže se, že je to papoušek paní Lovedayové –, pak je stará paní ještě několikrát vyruší různými dotazy a nabídkami, ale konečně mohou otevřít kufr, rozdělit si peníze a napěchovat jimi pouzdra na své nástroje (které vyhodili oknem do jedoucího vlaku). Chystají se odejít, v tu chvíli však paní Lovedayová přijme na čaj pana MacDonalda. Lupiči musí znovu spustit gramofon. Haydn má na pana MacDonalda neobyčejný vliv, tomu vstupují slzy do očí a něžně volá na svou kočičku. Po jeho odchodu se lupiči loučí, zdvořile odmítajíce nabízený šálek čaje – prý odjíždějí na turné (kvintet Život je samé loučení, život je samé gut báj). Ve dveřích se však cellistovi otevře futrál a bankovky se vysypou před užaslou paní Lovedayovou.

### 3. dějství
Lupiči a paní Lovedayová na sebe chvíli strnule hledí. Pánové se vzpamatují první a chtějí pláchnout, ale do dveří už se hrnou tři dámy, které přišly na čajový dýchánek. Jsou celé rozrušené zprávou o vyloupení banky Union. Brzy však na ni zapomenou a podlehnou kouzlu čtyř hudebníků. Lupiči se stěží vyhýbají jejich všetečným otázkám a zejména žadonění, aby dámám něco zahráli. Nakonec se produkce zhostí jedna z návštěvnic u pianina a zbytek přítomných tancuje: dámy si přitom prozpěvují sentimentální valčík (Hle, jak voní háj, aj, aj, co to znamená), do čehož vpadají lupiči svým foxtrotem o Jimovi, co pije džin (Na ostrově u mola, bledý jako mrtvola).
Konečně se dámy rozloučí. Paní Lovedayová nyní očekává, že se lupiči jako řádní občané a vlastenci půjdou sami udat na policii. Lupiči se ji nejdříve snaží uplakat tklivou historkou o chudičké stařičké matičce jednoho z nich, ale váhající paní utuží v jejím úmyslu papoušek, jehož výkřiky jí vždy připomenou, „co by teď udělal Arthur“. Lupiči se ji tedy snaží zastrašit: bude zavřena jako spolupachatelka s nimi ve vězení, kde „krysy budou cvakat zubama“. I teď by paní Lovedayová málem podlehla, nebýt papouškova připamatování její občanské povinnosti. Paní je nezvratně rozhodnuta lupiče odvést na policejní stanici. Na Hopkinsovu zdvořilou žádost je však ochotna posečkat, než přestane pršet, neboť pánové lupiči mají křehké zdraví.

### Intermezzo
Inspektor na policejní stanici se snaží uspořádat si detektivní myšlenky, ale telefonické zprávy jsou stále beznadějné. Vzpomíná tedy raději na to, jak byl malý chlapec a pásal s bratrem koně, a při těchto vzpomínkách usne (árie Tedy tak, aby vznikl logický řetězec fakt… Když jsem byl malý chlapec).

### 4. dějství
Lupiči se dohadují, co teď, a jediné řešení je zbavit se staré paní. Nikomu se do toho nechce, proto losují. Druhý lupič, na kterého to padne, vejde do pokoje podřimující paní Lovedayové, místo vraždy se však ukryje, a když ho ostatní hledají, snaží se zmocnit lupu. Je však chycen a po krátké potyčce vyhozen z okna na projíždějící vlak. Další vylosovaný je Třetí lupič. Ani on se k vraždě neodhodlá a z pokoje paní Lovedayové vycouvá, ale První lupič, jenž paní – která je přece „hodná“ – bránil, se vrhne na domnělého vraha a probodne ho dýkou. Poté, co se zbývající lupiči zbaví mrtvoly stejným způsobem, se ukáže, že paní Lovedayová je dosud naživu a připravuje jim čaj. Hopkins vidí, že ji bude muset zabít sám. První lupič se mu v tom snaží zabránit, a tak se spolu střetnou. Při honičce na střeše se podaří Hopkinsovi shodit Prvního lupiče do vlaku, jeho samotného však vzápětí srazí tamtéž padající semafor. Paní Lovedayová nyní hodlá lupiče odvést, neboť déšť již ustal, nachází však jejich pokoj sice plný uloupených peněz, ale jinak zcela opuštěný.

### Epilog
Strážníci na stanici probouzejí inspektora z dřímoty, ale jen proto, aby mu sdělili, že pachatelé jsou stále neznámí (Když jsem byl malý chlapec…). Inspektor se dává do práce, když přichází opět paní Lovedayová. Vypráví duchem nepřítomnému inspektorovi svou historii velmi nepřehledně – přes kočku a Haydna a zmizelé muzikanty – a nakonec se ptá, co s těmi penězi, které jí zůstaly doma (árie Haudujúdú, pane inspektore, jako dobrá vlastenka…). Na to jí inspektor nakonec nevrle odpoví, aby si je nechala. Paní Lovedayové se nejprve nechce věřit, ale koneckonců „pan inspektor je úřad, a úřad je zákon, a zákon je rozkaz“. Inspektor dává nové rozkazy svým strážníkům, kteří odpochodují s ráznou písní (Hoj, policejní sokoli, zločin je náš živel). Současně odchází paní Lovedayová a těší se, že si nyní může dát postavit nový komín.

## Nahrávka
- (Český rozhlas 1994; CD CR0620-2 Radioservis 2012). Zpívají: (paní Lovedayová) Věra Nováková, (první dáma) Božena Effenberková, (druhá dáma) Marta Cihelníková, (třetí dáma) Libuše Márová, (profesor Hopkins) Antonín Švorc, (první lupič) Alfréd Hampel, (druhý lupič) Zdeněk Harvánek, (třetí lupič) Bohuslav Maršík, (pan MacDonald) Dalibor Jedlička, (policejní inspektor) Jiří Cée. Mužský sbor Národního divadla v Praze a Symfonický orchestr Českého rozhlasu v Praze řídí Jan Štych. Nahrávka vznikla na základě inscenace Národního divadla. Hudební režie: Igor Tausinger, zvukový mistr: Tomáš Zikmund